# BGM-109 Tomahawk

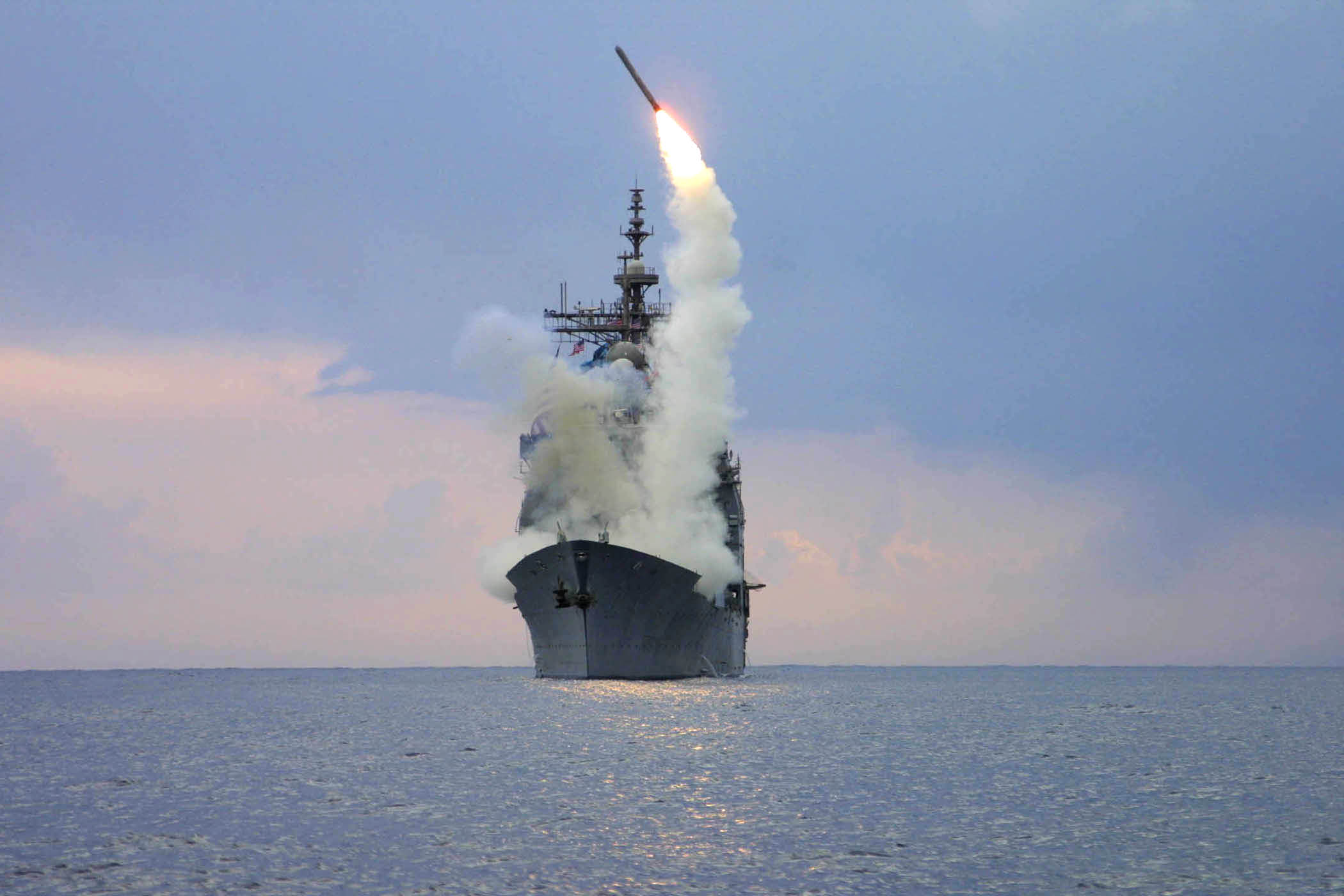
O cruzador USS Cape St. George disparando um míssil Tomahawk.

O BGM-109 Tomahawk, também conhecido como Tomahawk Land Attack Missile, é um míssil de cruzeiro, subsônico, de longo alcance. Introduzido pela General Dynamics na década de 1970, ele foi projetado como um míssil de médio a longo alcance, de baixa altitude, que poderia ser lançado de uma plataforma de superfície como navios de guerra e submarinos. Ele foi aprimorado diversas vezes, e, através de cessões  e aquisições corporativas, é agora produzido pela Raytheon. Alguns Tomahawks foram também fabricados pela McDonnell Douglas (atualmente Boeing Defense, Space & Security).

## Histórico
O desenvolvimento do AGM-86 começou em meados dos anos 70. A utilização de engenhos não pilotados como forma de bombardeio não é nova, mas apesar disso, mísseis como o Boeing ALCM (Air Launch Cruise Missile) surgiram como resultado de um pedido da Força Aérea americana (USAF) para uma arma estratégica lançável de bombardeiros. A versão A original, era intercambiável com o míssil nuclear SRAM (Short Range Attack Missile) levado internamente pelos B-52. No entanto, o AGM-86 tinha um alcance inferior ao requerido, e foi construída uma versão B, cerca de 30% maior e com o dobro do alcance. Esta versão entrou em serviço em 1982, mas suas dimensões impediram que ele fosse adaptado ao lançador rotativo existente no B-52G, que no entanto podia levar dez deles nas fixações subalares. Os mais modernos B-52H foram modificados para levar a mesma carga e mais oito ALCM em um novo lançador rotativo em seu porão de bombas, sendo atualmente os únicos aviões da USAF equipados para tal. Entre 1982 e 1986 foram fabricadas cerca de 1 700 unidades de série.
O primeiro uso operacional de mísseis de cruzeiro ocorreu durante a Operação Tempestade no Deserto, na Guerra do Golfo em 1991. No decorrer da maior operação de bombardeio da História (35 horas), alguns bombardeiros B-52G da Força Aérea dos Estados Unidos (USAF) decolaram dos Estados Unidos e voaram até o norte da Arábia Saudita, de onde lançaram os seus mísseis AGM-86C ALCM, com ogiva convencional, contra alvos no sul do Iraque. Equipara-se a um pequeno avião subsônico não tripulado, que pode ser armado com uma ogiva nuclear de 200 kt, ou convencional de 450 kg. Para a navegação, utiliza um sofisticado sistema de navegação inercial TERCOM (Terrain Contour Matching), que utiliza um radar-altímetro para medir a distância do solo ao míssil. Para atualizar a rota em pontos pré-determinados, o sistema compara a imagem recebida do perfil do terreno abaixo com um mapa em relevo, digitalizado, inserido na memória de seu computador, antes do lançamento. Futuramente o AGM-86 será substituído pelo AGM-129 ACM (Advance Cruise Missile), de dimensões semelhantes, mas com alcance superior (3 000 km), maior precisão e características stealth, como um nariz mais plano e uma fuselagem menos detectável por radar ou infravermelho. Em 6 de Abril de 2017 os Estados Unidos, dispararam 59 mísseis Tomahawk contra uma base aérea na Síria durante a noite em resposta a um ataque químico contra civis sírios três dias antes que teria sido realizado por forças controladas pelo presidente sírio Bashar al-Assad, em luta para manter-se no poder, mergulhando o país em uma guerra civil desde 2011. No ataque, pelo menos 86 pessoas teriam sido mortas. Os mísseis foram lançados pelos destróieres americanos USS Ross e USS Porter, situados no leste do mar mediterrâneo e atingiram a base síria Al Shayrat, perto de Homs, por volta das 21h40min (hora de Brasília), 4h40min no horário local sírio.

## Mísseis nesta categoria
- BrahMos
- 3M-54 Kalibr
- AV-TM 300